# Bedayu
Bedayu is een bestuurslaag in het regentschap Lumajang van de provincie Oost-Java, Indonesië. Bedayu telt 1674 inwoners (volkstelling 2010).